# Trapezeule
Die Trapezeule (Cosmia trapezina) ist ein Schmetterling (Nachtfalter) aus der Familie der Eulenfalter (Noctuidae). Die Raupen der Art sind in der Literatur als Mordraupen bekannt, da sie unter Zuchtbedingungen regelmäßig Artgenossen überfallen und auffressen. In der freien Natur fallen ihnen vor allem kleinere Raupen anderer Schmetterlinge zum Opfer.

## Merkmale

### Imago
Die Falter haben eine Flügelspannweite von 29 bis 36 Millimetern. Die Vorderflügel besitzen eine Grundfarbe, die von gelbgrau, braungrau bis rotgrau und braunschwarz reicht. Bisweilen sind die Tiere schwarz überstäubt. Die Zeichnung ist dagegen verhältnismäßig konstant. Innere und äußere Querlinie sind heller, fast weiß, manchmal auch schwarz gesäumt. Die innere Querlinie verläuft fast gerade vom Innen- zum Vorderrand, die äußere Querlinie weist dagegen einen breiten Sinus auf. Mittelschatten und Wellenlinie sind dagegen oft nur angedeutet; sie sind meist etwas dunkler als die Grundfarbe. Ring- und Nierenmakel können durch eine helle Umrandung sehr deutlich abgehoben sein, aber auch durch eine fehlende Umrandung kaum sichtbar sein. Die Nierenmakel besitzt einen schwarzen Augenfleck. Die Saumlinie ist mit schwarzen Punkten besetzt. Die Hinterflügel sind einheitlich grau, von den gelben Fransen abgesehen. Die Unterseite von beiden Flügeln ist ebenfalls grau, die Ränder sind gelblich. Die äußere Querlinie ist auf beiden Flügeln deutlich hervorgehoben; es ist jeweils ein Diskalfleck vorhanden.

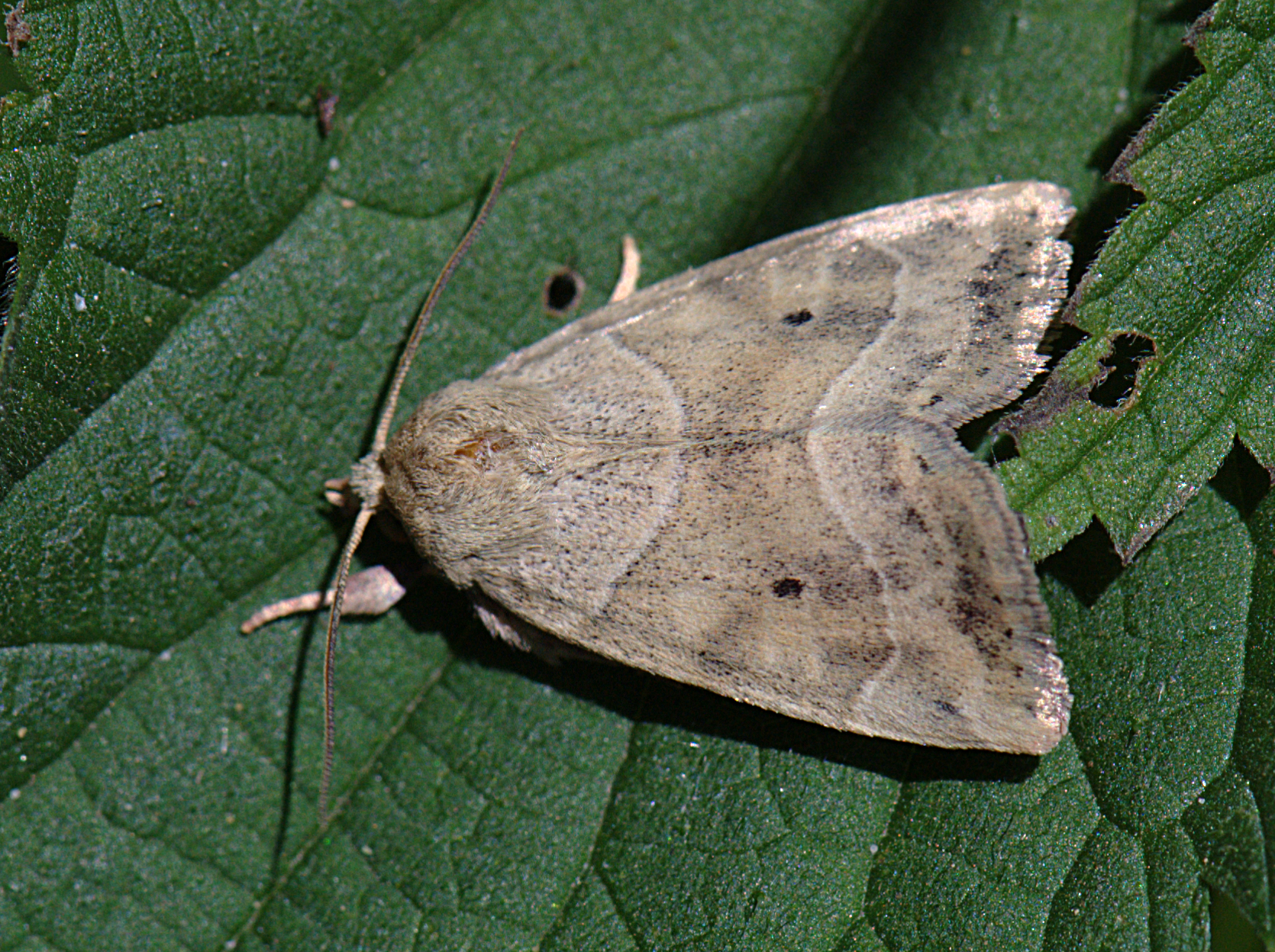
Trapezeule

### Ei
Das Ei ist halbkugelig mit deutlichen, leicht gewellten Längslinien. Es ist weiß und besitzt eine rote Binde.

### Raupe
Die Raupe ist blaugrün mit einer hellen, etwas dunkler gesäumten Rückenlinie. Sie wird durch die gelblichen Segmentgrenzen unterbrochen. Ebenfalls weiß sind die Nebenrückenlinien. Der helle Seitenstreifen ist oberhalb von einer dunklen Zone begrenzt. Eine weitere weiße Längslinie befindet sich knapp oberhalb der Beine. Die Punktwarzen sind schwarz, oft weiß umrandet, die Stigmen ausschließlich schwarz. Der Kopf ist gelbgrün mit einer winkligen Zeichnung.

### Puppe
Die Puppe ist hellbraun.

## Lebensweise und Vorkommen

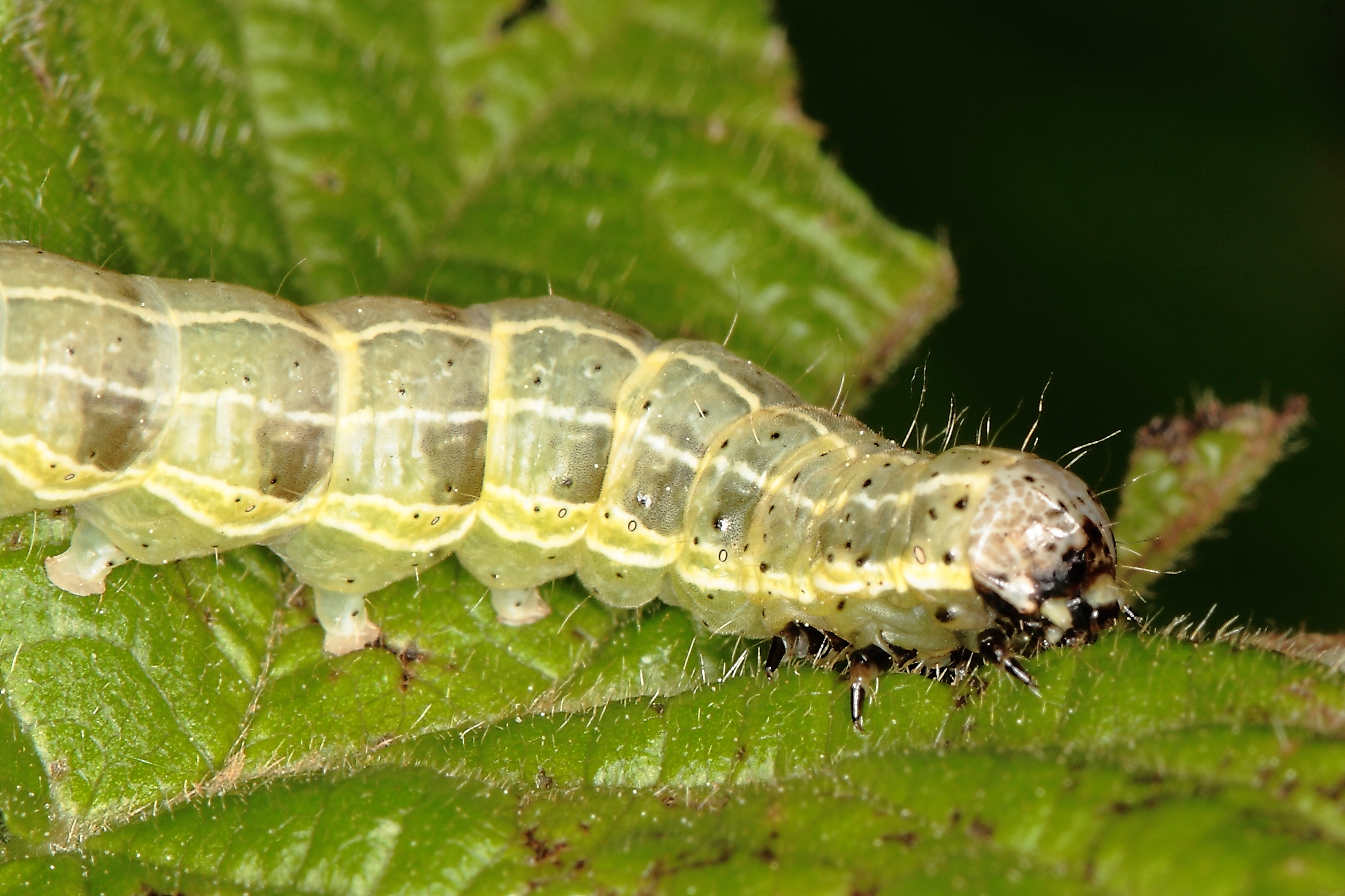
Raupe

Die Trapezeule kommt vor allem in Wäldern, Gebüschen, Gärten und Parkanlagen vor. Sie ist in Mitteleuropa weit verbreitet und meist überall recht häufig. Die Art bildet eine Generation im Jahr. Die Falter sind nachtaktiv und kommen häufig an künstliche Lichtquellen. Sie lassen sich leicht ködern. Die Falter fliegen von Mitte Juni bis September. Die Eier werden an verschiedene Laubgehölze abgelegt. Das Ei überwintert. Die Raupen sind polyphag an Weiden (Salix), Hainbuchen (Carpinus), Gemeine Hasel (Corylus avellana) Birken (Betula), Eichen (Quercus), Buchen (Fagus), Ulmen (Ulmus), Birnen (Pyrus), Äpfel (Malus). Weißdorn (Crataegus), Rubus, Rosen (Rosa), Prunus, Sorbus, Ahorne (Acer), Linden (Tilia), Eschen (Fraxinus), Hartriegel (Cornus), Braunwurzen (Scrophularia), Heidelbeeren (Vaccinium) und Holunder (Sambucus). Sie ernähren sich aber auch von tierischer Kost – wie Raupen des Kleinen Frostspanners (Operophtera brumata), der Herbst-Rauhaareule (Asteroscopus sphinx) und des Blauen Eichenzipfelfalters (Quercusia quercus) – und werden daher auch als Mordraupen bezeichnet; Die Raupen sind vor allem im Mai und Juni zu finden. Sie verpuppen sich in einem Gespinst an der Erde oder zwischen Blättern.

## Verbreitung
Die Art kommt in fast ganz Europa vor. Im Norden reicht das Verbreitungsgebiet bis etwa in das mittlere Fennoskandien, im Osten bis zum Ural. Die Art kommt auch in Nordafrika, Kleinasien, Syrien, Irak, Iran, Kaukasusgebiet über Zentralasien bis nach China, Korea und Japan vor. Die Art steigt in den Alpen bis auf 1600 m an.

## Systematik
Die Art wurde 1758 von Carl von Linné unter dem Namen Phalaena Noctua trapezina erstmals in die wissenschaftlichen Literatur eingeführt. Später wurde sie noch unter folgenden Namen beschrieben: Phalaena rhombica Hufnagel, 1766, Calymnia badiofasciata Teich, 1883 und Calymnia trapezina var. obscura Aurivillius, 1888. Diese Namen sind jüngere Synonyme von Cosmia trapezina.

## Gefährdung
Die Art ist überall sehr häufig und gilt als nicht gefährdet.